# Oswald J. Smith
Oswald Jeffrey Smith (ur. 8 listopada 1889, zm. 25 stycznia 1986) – kanadyjski duchowny ewangelikalny, misjonarz, pastor. W 1918 roku został ordynowany na duchownego w Kościele prezbiteriańskim.
Jako kaznodzieja wygłosił więcej niż 12 tysięcy kazań i odwiedził 80 krajów. Często głosił kazania przez radio i telewizję. Był autorem 35 książek przetłumaczonych na 128 języków, 1200 pieśni oraz wierszy. Na język polski przetłumaczono jego książki pt. Mąż, którego Bóg używa (1960), Moc z wysokości (1960) i Ewangelia, którą głosimy (1963). Obie pozycje zostały wydane przez wydawnictwo Zjednoczonego Kościoła Ewangelicznego.